# Ruter (motorfietsmerk)

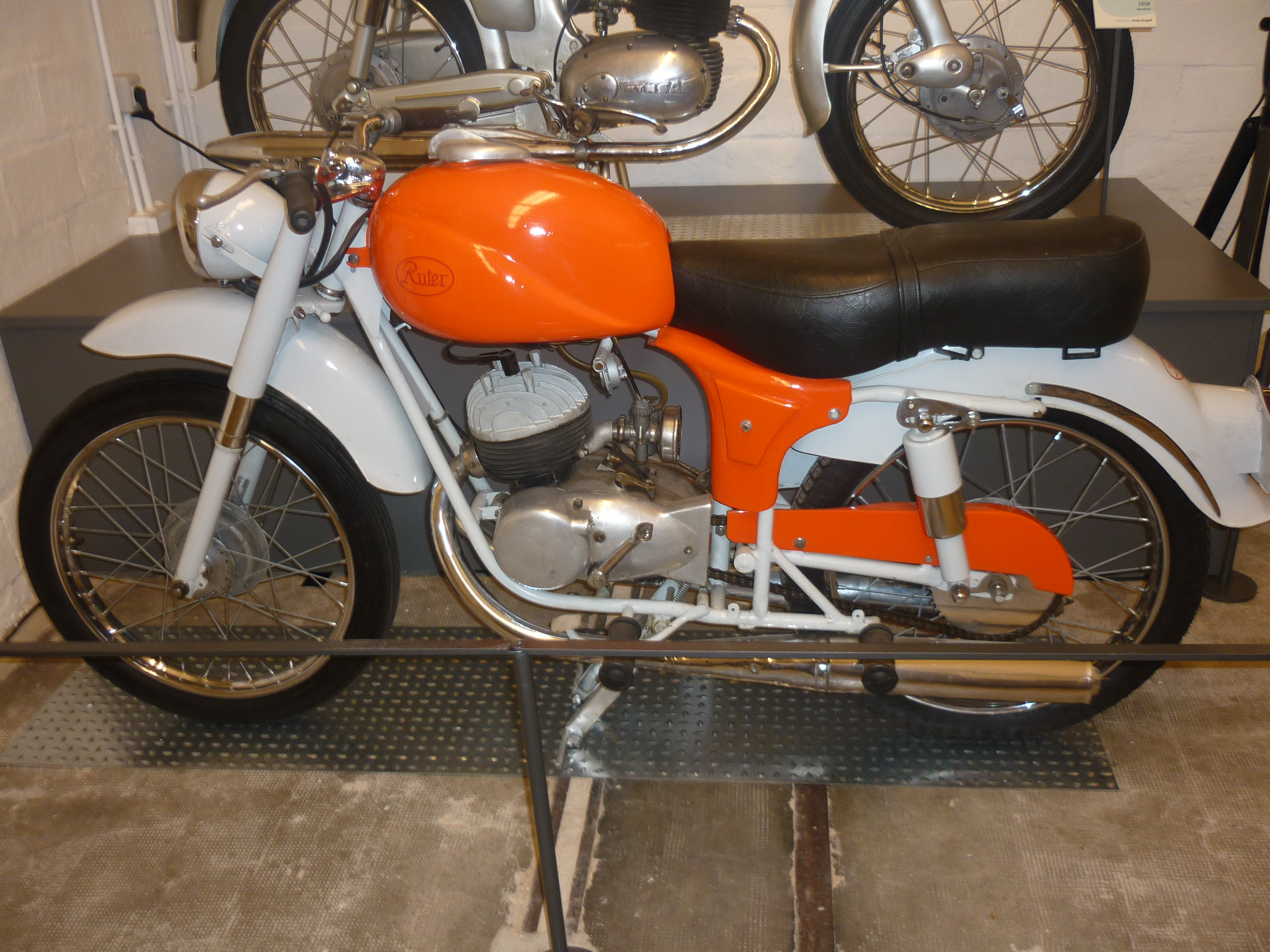
Een Ruter 125cc uit 1958

Ruter (Motocicletas Ruter, Figueras) is een historisch Spaans motorfietsmerk dat van 1957 tot 1960 98- en 125 cc tweetakten maakte.